# ادواردو شوانک
 ادواردو شوانک (انگلیسی: Eduardo Schwank؛ زادهٔ ۲۳ آوریل ۱۹۸۶) یک تنیس‌باز اهل آرژانتین است.